# Atena Lucana

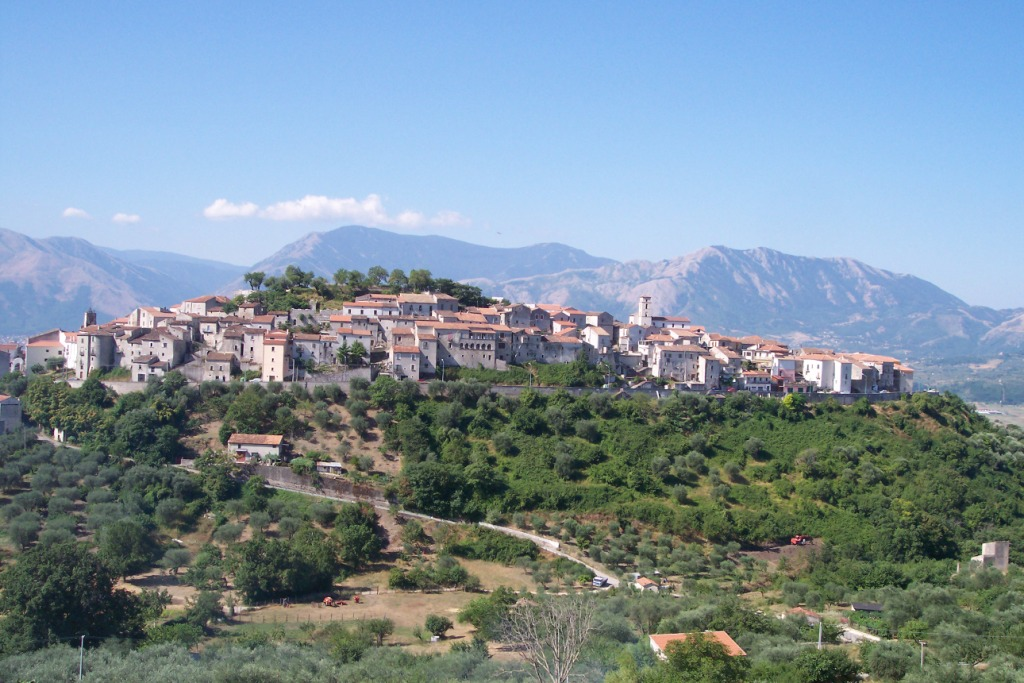
Atena Lucana

Atena Lucana is een gemeente in de Italiaanse provincie Salerno (regio Campanië) en telt 2298 inwoners (31-12-2004). De oppervlakte bedraagt 25,7 km², de bevolkingsdichtheid is 89 inwoners per km².

## Demografie
Atena Lucana telt ongeveer 841 huishoudens. Het aantal inwoners daalde in de periode 1991-2001 met 4,2% volgens cijfers uit de tienjaarlijkse volkstellingen van ISTAT.

## Geografie
Atena Lucana grenst aan de volgende gemeenten: Brienza (PZ), Polla, Sala Consilina, San Pietro al Tanagro, Sant'Arsenio, Teggiano.